# 馬尼拉 (加利福尼亞州)
馬尼拉（英語：Manila）是位於美國加利福尼亞州洪堡縣的一個人口普查指定地區。

## 地理
馬尼拉的座標為40°51′06″N 124°09′44″W / 40.85167°N 124.16222°W，而該地最高點為海拔高度4米（即13英尺）。

## 人口
根據2010年美國人口普查的數據，馬尼拉的面積為1.823平方千米，當中陸地面積為1.695平方千米，而水域面積為0.128平方千米。當地共有人口784人，而人口密度為每平方千米430人。